# Greg Weld
Greg Weld (né le 4 mars 1944 à Kansas City, Missouri - mort le 4 août 2008) était un pilote automobile américain.

## Biographie
Greg Weld a effectué l'essentiel de sa carrière dans les courses de sprint car dans les années 1960. À son palmarès figurent notamment le Knoxville Nationals (l'épreuve la plus prestigieuse de la saison de sprint car) qu'il a remporté en 1963 ainsi que le titre de champion de USAC Sprint Car Series en 1967. Ces succès lui vaudront d'être introduit en 1998 au National Sprint Car Hall of Fame.
Entre 1965 et 1972, Weld a également participé à 36 courses d'IndyCar (dans le cadre du championnat USAC) avec une 4e place à Sacramento en 1970 comme meilleur résultat. Il a tenté sa chance à sept reprises aux 500 miles d'Indianapolis mais ne s'est qualifié que pour l'édition 1970 (classé 32e après une casse moteur en début de course).
Dès 1967, en parallèle de sa carrière sportive, Weld s'était reconverti dans les affaires en créant Weld Racing Wheels, une société spécialisée dans la construction de jantes qu'il dirigera jusqu'en 2006 et son rachat par American Racing Equipment. Il avait lancé en 2007 une nouvelle société, Greg Weld Design.